# A. V. Bramble
A.V. Bramble est un acteur, réalisateur et producteur britannique né en 1880 à Portsmouth (Royaume-Uni), et mort le 17 mai 1963 à Friern Barnett (Royaume-Uni).

## Filmographie

### comme acteur
- 1914 : The Suicide Club (en)
- 1914 : The Sound of Her Voice : Henry Morne
- 1914 : The Loss of the Birkenhead
- 1914 : It's a Long Long Way to Tipperary : Mike Maloney
- 1914 : In the Days of Trafalgar : Hatchett
- 1914 : The Idol of Paris : Prince Serbius
- 1914 : Her Luck in London : Hon. Gerald O'Connor
- 1914 : The Courage of a Coward : The Burglar
- 1914 : The Bells of Rheims : Uhlan
- 1914 : Beautiful Jim : Lt. Tommy Earle
- 1915 : The World's Desire : George Cleaver
- 1915 : Wild Oats
- 1915 : There's Good in Everyone : Marquis
- 1915 : Shadows
- 1915 : The Mystery of a Hansom Cab
- 1915 : Motherhood : Sir Thomas Cadby
- 1915 : Midshipman Easy : Mesty
- 1915 : London's Yellow Peril : Negro
- 1915 : Honeymoon for Three : Duke of Monte Casa
- 1915 : Home
- 1915 : Her Nameless Child : Lord Harry Woodville
- 1915 : Grip : Anton le Rocque
- 1915 : From Shopgirl to Duchess : Gilbert Spate
- 1915 : Florence Nightingale : Sydney Herbert
- 1915 : At the Torrent's Mercy
- 1915 : Another Man's Wife : The Husband
- 1916 : A Soldier and a Man : Hubert Walpole
- 1916 : Jimmy : John Denberg
- 1916 : Fatal Fingers : Rollo Lambton, M.P.
- 1917 : When Paris Sleeps
- 1917 : Nearer My God to Thee : Jim Boden
- 1917 : The Laughing Cavalier : Diogenes
- 1917 : The Cost of a Kiss
- 1917 : Broken Threads : Pierre
- 1918 : Towards the Light : Convict
- 1918 : The Touch of a Child
- 1918 : The Message
- 1918 : The Hanging Judge : The Prosecution
- 1923 : Becket : Henry II
- 1928 : The Rolling Road : John Christobel
- 1952 : Outcast of the Islands : Badavi

### comme réalisateur
- 1915 : Hearts That Are Human
- 1916 : Jimmy
- 1916 : Fatal Fingers
- 1917 : When Paris Sleeps
- 1917 : Profit and the Loss
- 1917 : The Laughing Cavalier
- 1918 : Bonnie Mary
- 1919 : A Smart Set
- 1919 : The Single Man
- 1919 : A Non-conformist Parson
- 1919 : Her Cross
- 1920 : Wuthering Heights
- 1920 : Torn Sails
- 1920 : Mr. Gilfil's Love Story
- 1920 : Her Benny
- 1921 : The Will
- 1921 : The Rotters
- 1921 : The Prince and the Beggarmaid
- 1921 : The Old Country
- 1921 : The Bachelor's Club
- 1922 : Shirley
- 1922 : The Little Mother
- 1922 : The Card
- 1924 : Zeebrugge
- 1926 : Bodiam Castle and Eric the Slender
- 1928 : Un drame au studio (Shooting Stars)
- 1928 : The Man Who Changed His Name
- 1928 : Chick
- 1932 : Mrs. Dane's Defence
- 1932 : A Lucky Sweep
- 1933 : The Veteran of Waterloo

### comme producteur
- 1917 : The Laughing Cavalier